# Селезнёв, Владимир Петрович
Влади́мир Петро́вич Селезнёв (6 ноября 1891, Вятка — 23 декабря 1954, Москва) — российский учёный в области механизации сельского хозяйства. Академик ВАСХНИЛ (1948)
В 1923 году окончил Петровскую сельскохозяйственную академию.
Трудовая деятельность
- 1910—1914 — межевой техник в Вологодской губернии.
- 1914—1919 — практикант-техник по ремонту сельскохозяйственных машин и устройству прокатных пунктов в Вятской и Уфимской губерниях.
- 1920—1921 — заместитель заведующего сельскохозяйственной машино-испытательной станции в Омске.
- 1921—1923 — практикант Машинно-испытательной станции Московской сельскохозяйственной академии.
- 1923—1930 — доцент 2-го Московского университета.
- 1929—1951 — заведующий кафедрой сельскохозяйственных машин Сельскохозяйственной академии имени К. А. Тимирязева.

Профессор (1930), доктор технических наук, академик ВАСХНИЛ (1948).
Автор книг по механизации сельскохозяйственного производства, научных работ по расчету мощности, скорости и тяговой силы сельскохозяйственных машин.

## Награды
Награждён орденом Ленина, двумя орденами Трудового Красного Знамени (16.09.1939), орденом «Знак Почёта», двумя медалями.